# La Macarena (kommun)
La Macarena är en kommun i Colombia.   Den ligger i departementet Meta, i den centrala delen av landet, 290 km söder om huvudstaden Bogotá. Antalet invånare är 24 164.